# (6087) Lupo
(6087) Lupo es un asteroide que forma parte del cinturón interior de asteroides, región del sistema solar que se encuentra entre las órbitas de Marte y Júpiter, más concretamente al grupo de Hungaria, descubierto el 19 de marzo de 1988 por Carolyn Shoemaker y por su esposo que también era astrónomo Eugene Shoemaker desde el Observatorio del Monte Palomar, Estados Unidos.

## Designación y nombre
Designado provisionalmente como 1988 FK. Fue nombrado Lupo en homenaje a Bob Lupo. Con un sombrero negro y una sonrisa genial, Lupo representa al vaquero occidental actual. Nacido en Boston, buscó fortuna en el oeste, se convirtió en herrador y participó en el equipo de roping en Colorado. Hoy posee y administra un excelente restaurante de estilo occidental, Horseman Lodge and Restaurant, en Flagstaff, Arizona, donde ha servido excelentes mariscos (una herencia de Boston), filetes y parrilladas a los muchos científicos visitantes de renombre y otros no tan famosos.

## Características orbitales
Lupo está situado a una distancia media del Sol de 1,930 ua, pudiendo alejarse hasta 2,076 ua y acercarse hasta 1,783 ua. Su excentricidad es 0,076 y la inclinación orbital 22,61 grados. Emplea 979,353 días en completar una órbita alrededor del Sol.

## Características físicas
La magnitud absoluta de Lupo es 14,8. Tiene 1,544 km de diámetro y su albedo se estima en 0,977. 